# Andrzej Weber
Andrzej Czesław Weber (Leópolis, 3 de agosto de 1915 - Varsovia, 12 de septiembre de 1983) fue un periodista y activista comunista judeo-polaco.

## Biografía
De 1933 a 1938 fue miembro de la OMS "Życie" y en 1935 se convirtió en activista de la Unión Comunista de la Juventud de Polonia. En 1937 partió hacia España y allí, durante la guerra civil española, luchó en la XIII Brigada Internacional del bando republicano. 
Al entrar la Unión Soviética en la Segunda Guerra Mundial, Weber estaba en Leópolis y se unió a la Komosol y a la Unión de Lucha de Liberación en 1941. Desde 1942 fue miembro del Partido Obrero Polaco y luego del Partido Obrero Unificado Polaco. Perteneció al Estado Mayor del Armia Ludowa y editó una revista de primera línea, participó en el alzamiento de Varsovia. En 1945 se convirtió en redactor de Trybuna Wolności y de 1945 a 1948 fue redactor jefe adjunto de Głos Ludu. En 1948 empezó a trabajar como redactor jefe adjunto de Trybuna Ludu, cargo que ocupó hasta 1959, y luego como redactor jefe de Za Wolność i Lud. Desde 1963 trabajó como subdirector del departamento de Propaganda, Prensa y Editorial del Partido Obrero Unificado Polaco. Fue miembro del Consejo Supremo de la Unión de Combatientes por la Libertad y la Democracia. Murió en Varsovia, enterrado en el callejón de los beneméritos del cementerio militar de Powązki.

## Premios
- Dos órdenes de la Bandera Roja del Trabajo.[3]
- Dos órdenes Polonia Restituta.
- Medalla por Varsovia 1939-1945 (1946).[4]
- Medalla del 10.º Aniversario de la Polonia Popular (1955).[5]